# Magdalena Sadowska
Pour les articles homonymes, voir Sadowska.
Magdalena Sadowska est une ancienne joueuse de volley-ball polonaise née le 26 août 1979 à Świdnica. Elle mesure 1,84 m et jouait au poste d'attaquante. 

## Clubs
| Club                 | De        | À         |
| -------------------- | --------- | --------- |
| Skra Varsovie        | 2001-2002 | 2006-2007 |
| VfB Suhl             | 2007-2008 | 2007-2008 |
| Dąbrowa Górnicza     | 2008-2009 | 2009-2010 |
| KPSK Stal Mielec     | 2010-2011 | 2011-2012 |
| Eliteski AZS UEK     | 2012-2013 | 2012-2013 |
| MKS Polonia Świdnica | 2013-2014 | 2014-2015 |

## Palmarès
- Championnat de Pologne
  - Finaliste : 2002.
- Coupe d'Allemagne
  - Vainqueur :2008.